# 埃贡·冉斯霍芬-维尔特海玛奖
埃贡 冉斯霍芬-维尔特海玛奖(Egon Ranshofen-Wertheimer Award)是布劳瑙历史协会在2007年创立的。
身为记者，政治家，科学家和外交家的Egon Ranshofen-Werheimer出生在Ranshofen 1894年。以他的名字命名的奖是，提名那些在国外生活的为奥地利做出贡献的奥地利人。
第一次提名会在2007年9月29日在Ranshofen揭晓。

## 获奖者
- 2007年 特拉普家 (Christine von Trapp)